# Jerzy Gabryś (duchovní)
Jerzy Gabryś (24. února 1840, Konská – 30. května 1906, Krakov) byl evangelický duchovní, farář v Jarosławi a v Krakově.
Vystudoval teologii ve Vídni. Dne 25. září 1865 byl ordinován a stal se farářem v Jarosławi. V letech 1876–1906 byl farářem při kostele sv. Martina v Krakově. Zasloužil se o výstavbu nové evangelické školy.
Roku 1887 inicioval nové vydání modlitební knihy Pawła Twardého Modlitwy dla nabożnego chrześcijanina.